# 15573 Richardjoseph
15573 Richardjoseph este o planetă minoră (asteroid), cu un diametru de 4,325 km, din centura de asteroizi. A fost descoperită pe 5 aprilie 2000 la Experimental Test Site⁠(d) de Lincoln Near-Earth Asteroid Research. 
Obiectul prezintă o orbită caracterizată de o semiaxă mare de 2,8679563 UAi, o excentricitate de 0,04, o înclinație de 1,71325 ° în raport cu ecliptica.